# Дяченко Андрій Овдійович
Андрій Овдійович Дяченко (7 березня 1940, с. Анна-Зачатовка, нині село Світлогірське Криничанський район Дніпропетровська область — 18 квітня 1996, там само) — комбайнер колгоспу імені XX з'їзду КПРС Криничанського району Дніпропетровської області Української РСР.

## Біографія
Народився 7 березня 1940 року в селі Анна-Зачатовка (нині село Світлогірське Криничанський район Дніпропетровська область, Україна). Українець.
Ще в період навчання в школі почав працювати в сільському господарстві, беручи участь у прополюванні буряка, збиранні кукурудзи. Після закінчення семи класів школи почав працювати в колгоспі. Закінчив курси трактористів і з 1958 року почав працювати трактористом в колгоспі.
З 1958 по 1961 рік служив у лавах Радянської армії в інженерно-будівельному батальйоні. Крім трактора, освоїв управління бульдозером,
скрепером, екскаватором, автомобілем.
Після звільнення в запас повернувся в рідний колгосп, і став працювати механізатором. У 1971 році став переможцем республіканського конкурсу молодих комбайнерів. Домігся високих результатів у роботі. В 1973 році, незважаючи на складні погодні умови, зібрав 1650 тонн пшениці, отримавши урожай до 50 центнерів з гектара. Даний результат виявився кращим в області і кращим серед молодих комбайнерів Української РСР.
Указом Президії Верховної Ради СРСР від 8 грудня 1973 року за великі успіхи, досягнуті у Всесоюзному соціалістичному змаганні, і виявлену трудову доблесть у виконанні прийнятих зобов'язань по збільшенню виробництва і продажу державі зерна, цукрових буряків, олійних культур та інших продуктів землеробства в 1973 році Дяченко Андрію Овдійовичу присвоєно звання Герой Соціалістичної Праці з врученням орден Леніна і золотої медалі «Серп і Молот».
Продовжував працювати механізатором. У 1974 році комбайном СК-4 намолотив 1800 тонн зерна, а в 1975 році поставив Всесоюзний рекорд намолоту зерна, отримавши 2360 тонн пшениці.
Обирався делегатом XXV і XXVI з'їздів КПРС, XXV з'їзду Компартії України.
Жив у селі Анна-Зачатовка. Помер 18 квітня 1996 року.

## Нагороди
- Герой Соціалістичної Праці
- Орден Леніна
- Орден Леніна
- Орден Жовтневої Революції
- Орден Трудового Червоного Прапора
- Орден Знак Пошани